# Battle Creek (Nebraska)
Battle Creek – miasto w Stanach Zjednoczonych, w stanie Nebraska, w hrabstwie Madison.